# Traunsteinera globosa
Traunsteinera globosa es la única especie del género monoespecífico, Traunsteinera, de la  familia de las orquídeas (Orchidaceae).

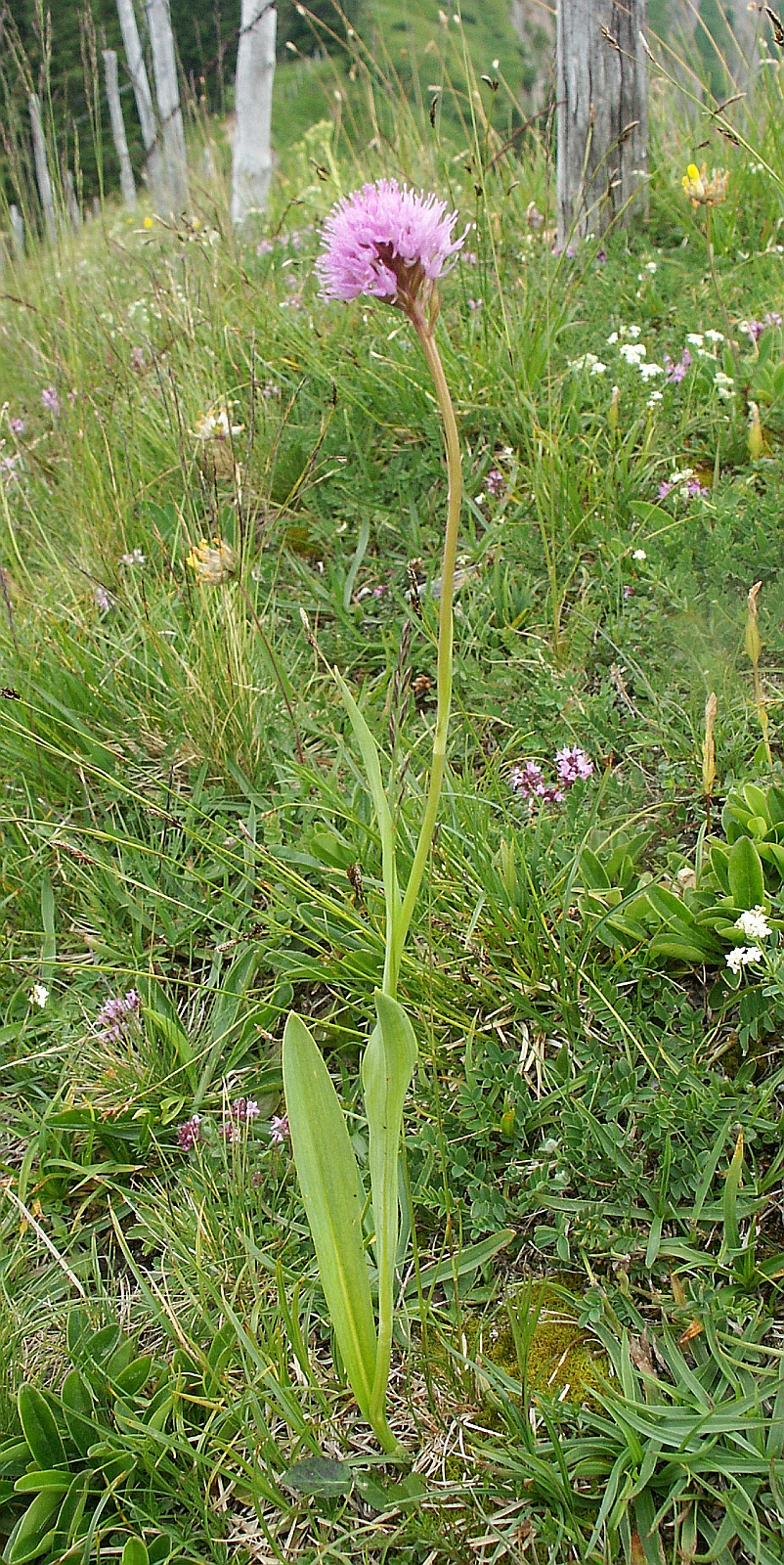

## Variedades y hábitat
Su hábitat son los prados de montaña, húmedos, de entre 1000 a 2700 m s. n. m. de gran parte de Europa.
La única especie es Traunsteinera globosa, y no es rara la forma blanca (var. albiflora Schur). 
Hay algunos autores que a la T. globosa subsp. sphaerica (M. Bieb.) Soó, típica del Cáucaso y  Anatolia, la elevan al rango de especie.

## Descripción
Una de las características más útiles para determinar la Traunsteinera globosa, cuya inflorescencia cónica se parece a la de Anacamptis pyramidalis, es la forma de los sépalos que acaban en apículo espatulado. 
Planta alta de 20 a 60 cm, que presenta dos rizomas tuberosos, ovoidales. Tallo grácil, erecto, flexuoso.
Hojas basales reducidas a escamas marrones, 4 a 6 hojas caulinares, suberectas o erecta, distribuidas a lo largo de todo el tallo, las inferiores lanceoladas, tallo fino a 13 cm, sin embargo se vuelve más corto hacia el extremo.
Florece hacia el mes de julio. Inflorescencia pequeña, densa y multifloral, en un principio cónica después subglobosa, pasando a cilíndrica. Brácteas membranosas, tan largas como el ovario.
Flores pequeñas, rosa o rosapurpurea, con manchas más oscuras sobre el labelo y a veces sobre los pétalos
Los sépalos con una longitud de 4,5 a 8 mm, ovados con un ápice claviforme largo, con apículo espatulado. Pétalos muy cortos, curvardos sobre el ginostemio. Labelo cuneiforme, largo 4 a 7 mm, trilobulado, con lóbulos laterales triangulares o romboidales, lóbulo mediano apenas más largo, con apéndice pequeño, ginostemo corto, obtuso. Borsicola rudimentaria, bilocular, recubriendo solo parcialmente y reticular.
Espolón delgado, de una longitud menor de 1/2 del ovario (2,5-3 mm), vuelto hacia abajo. Ovario sesil.

## Sinonimia
- Orchis globosa L. (1759).
- Nigritella globosa (L.) Rchb. (1830).
- Orchites globosa (L.) Schur (1866).
- Orchis halleri Crantz (1769).
- Orchis globosa var. albiflora Schur (1866).
- Orchis globosa var. gracilis Schur (1866).
- Orchis globosa var. major Schur (1866).
- Orchis globosa lusus albiflora (Schur) Uechtr. in E.Fiek (1881).
- Orchis globosa var. angustifolia Zapal. (1906).
- Orchis globosa var. dentifera Zapal. (1906).
- Orchis globosa var. prutica Zapal. (1906).[1]